# Talar-e Rudaki

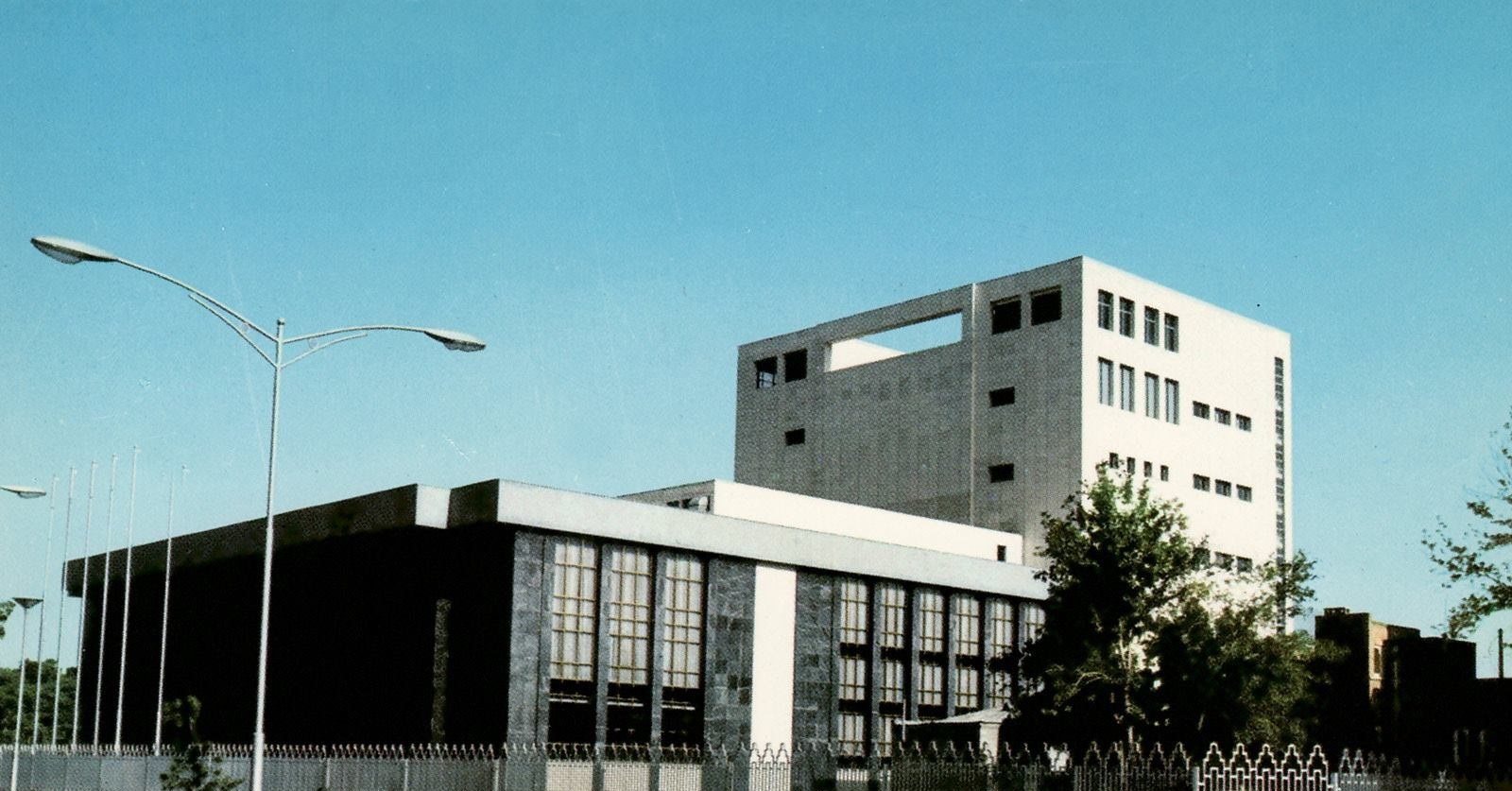
Rudaki-Halle, um 1970

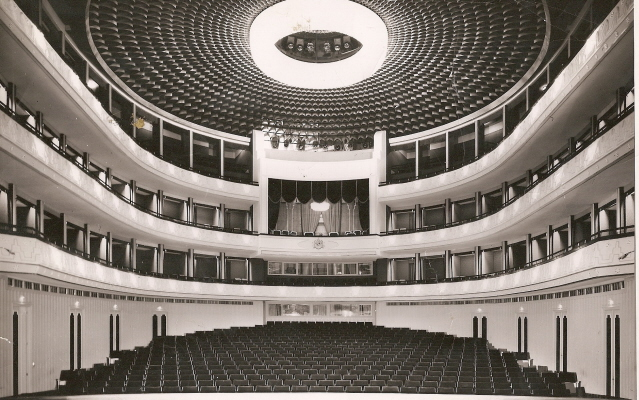
Zuschauerraum der Rudaki-Halle

Talar-e Rudaki (persisch تالار رودكى, DMG Tālār-e Rūdakī, ‚Rudaki-Halle‘, seit 1979 persisch تالار وحدت, DMG Tālār-e Vaḥdat, ‚Halle der Einheit‘, engl. Vahdat-Hall) ist das Opern- und Konzerthaus von Teheran, das nach dem persischen Dichter Rudaki benannt wurde.
Die Talar-e Rudaki wurde auf Initiative von Schahbanu Farah Pahlavi auf einem 15.700 m² großen Grundstück errichtet und am 25. Oktober 1967 eröffnet.

## Architektur
Entworfen wurde das Haus von dem iranisch-US-amerikanischen Architekten Eugene Aftandelians (* 1913).
Der Gebäudekomplex besteht aus einem Opernhaus mit einem an den Zuschauerraum angebauten siebenstöckigen Verwaltungsgebäude, in dem auch die Probenräume und ein Restaurant untergebracht sind. In dem Gebäude befindet sich zudem ein kleiner Saal für Kammerkonzerte.
In den Kellerräumen liegen die Räume für die Künstler. Im Erdgeschoss befindet sich die Wartehalle mit den Ticketschaltern, dem Buffet und den Eingängen zum Zuschauerraum.
Der Theatersaal selbst bezieht sich in seiner architektonischen Gestaltung auf die Wiener Staatsoper. Er hat einen hufeisenförmigen Grundriss, drei Ränge, eine repräsentative Ehrenloge, insgesamt 10 Eingänge und eine Deckenhöhe von 19 Meter. Er bietet Platz für 500 Zuschauer im Parkett und 250 in den Rängen. Der Hauptleuchter des Zuschauerraumes besteht aus Kristall und hat einen Durchmesser von sieben Metern. Die drei Balkonreihen sind mit Stuckaturen und Wandleuchten ausgestattet, die Logen sind mit grauem Teppichboden und roten Satinwänden ausgeschlagen.
Die Bühne ist in vier Teile unterteilt. Der vordere Teil der Bühne kann für Opern- und Ballettaufführungen um drei Meter abgesenkt werden. Die beiden Seitenteile können bis zu sechs Meter in die Höhe gefahren werden. Der hintere Teil der Bühne ist als Drehbühne ausgelegt.

## Veranstaltungen, Produktionen
Neben Konzerten iranischer Künstler und des Philharmonischen Orchesters Teheran fanden zahlreiche Aufführung unter Beteiligung internationaler Musiker und Dirigenten wie Henryk Szeryng, Claudio Arrau und Herbert von Karajan statt. Aufführungen des Stuttgarter Kammerorchesters und der Berliner Philharmoniker sowie Opern- und Ballettaufführungen international bekannter Ensembles fanden in der Rudaki-Halle statt. Maurice Béjart schuf in Zusammenarbeit mit iranischen Künstlern eigenständige persische Choreografien, die in Teheran in der Talar-e Rudaki und in Persepolis bei der 2500-Jahr-Feier der Iranischen Monarchie aufgeführt wurden. Auch der Pantomime Marcel Marceau gastierte mit seinem Programm in der Rudaki-Halle.
Nach der Iranischen Revolution 1979 wurden die Gastspiele internationaler Künstler und Ensembles eingestellt.
Seit der Revolution ist das Haus Bühne für traditionelle iranische Musik und Popmusik sowie für klassische Orchester- und Sinfoniekonzerte. Nach der Revolution wurde der Poetry Council des Kulturministeriums zur Pflege iranischer Musik und Poesie gegründet mit Sitz in der  Rudaki Hall.

## Galerie

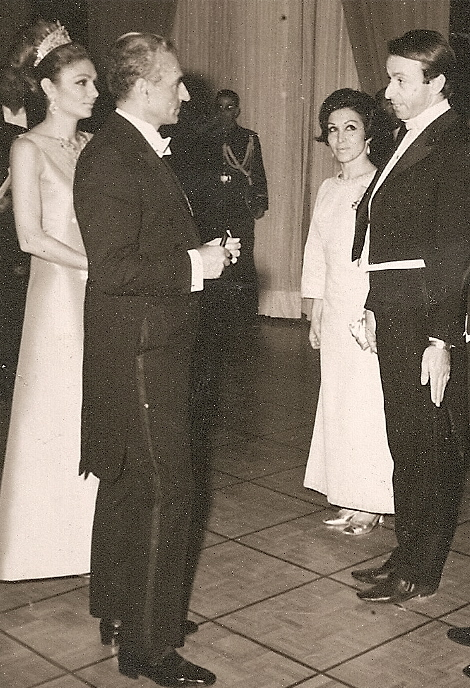
Schah Mohammad Reza Pahlavi und Schahbanu Farah Pahlavi im Gespräch mit Robert E. Warren bei der Eröffnung der Talar-e Rudaki, 1967
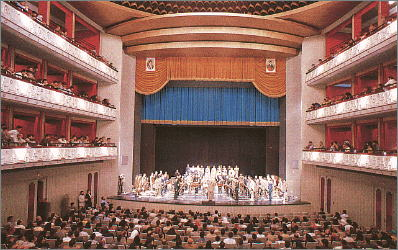
Konzert in der Talar-e Rudaki, 1971
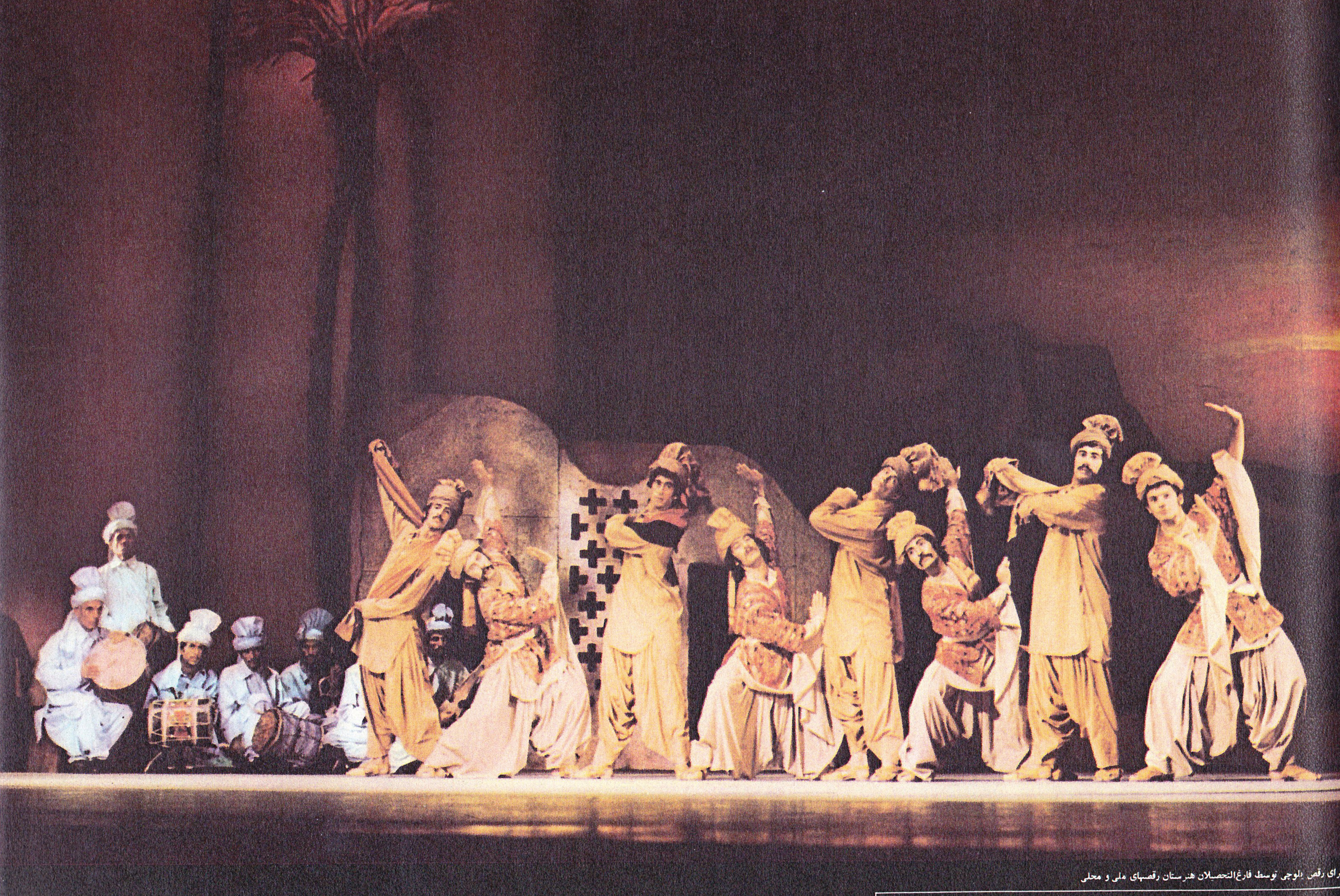
Tanz der Balutschen, aufgeführt von Studenten der Volkstanzakademie Teheran, 1975

Koordinaten: 35° 41′ 9,7″ N, 51° 24′ 23,6″ O